# Jean-Claude Rudaz
Jean-Claude Rudaz (Sion, Suíça, 23 de julho de 1942) foi um automobilista suíço que participou do Grande Prêmio da Itália de 1964 de Fórmula 1.